# كورت ووكر (لاعب كرة قاعدة)
كورت ووكر (بالإنجليزية: Curt Walker) هو لاعب كرة قاعدة أمريكي، ولد في 3 يوليو 1896 في بيفيل في الولايات المتحدة، وتوفي بنفس المكان في 9 ديسمبر 1955.

## وصلات خارجية
- كورت ووكر على موقعبيزبول رفرنس.كوم (الدوري الرئيسي) (الإنجليزية)